# Arturo Domínguez
Arturo Domínguez (9 de marzo de 1990) es un cantante y actor chileno que se hizo conocido a los 16 años cuando obtuvo el primer lugar en el programa "Rojo" de TVN, pero ya a sus ocho años había estado en programas como "Este es mi show" y festivales de Santiago.
Estudió en el Colegio San Agustín, ubicado en la comuna de Ñuñoa.

## Reseña biográfica
Dentro de su trayectoria se encuentra su participación en el programa de TVN (Chile) "Rojo Fama Contrafama". En este programa Arturo ganó el Primer Lugar de la Nueva Generación 2 que se llevó a cabo en 2006. Luego obtuvo el cuarto lugar en el Gran Rojo 2007.
En 2008 y 2009 grabó la primera y segunda temporada (respectivamente) del "El Blog de la Feña" (Canal 13) donde interpretó el papel de "Tomás", un joven que no soltaba su cámara de video y por lo tanto registraba todo lo que podía.
En 2009 participó como protagonista en el programa infantil de Mega "Go Pop!", donde logró un gran arrastre por parte de los niños.
A la fecha, se destaca por sus dotes vocales, que lo han llevado a presentarse en los escenarios más importantes del país.
Desde fines de 2009 es actor de doblajes de DINT Doblaje Internacional, donde ha conseguido el papel protagónico de Tim Maddren de la versión australiana de Hi-5.
El año 2015 lanzó su sencillo Swing-Pop “Boom Chiqui Boom” el cual coescribió con el reconocido productor musical “Antony Albert”. Esta canción representó a Chile en el “Festival Internacional de la Canción de Viña del Mar 2015”, en donde compitió contra las canciones de varios grandes de la música como “Bobby Kimball” y “Franco Simone”.
Actualmente se encuentra preparando nuevo material discográfico de la mano de “Minga Records”.